# Raadhuis van Wrocław

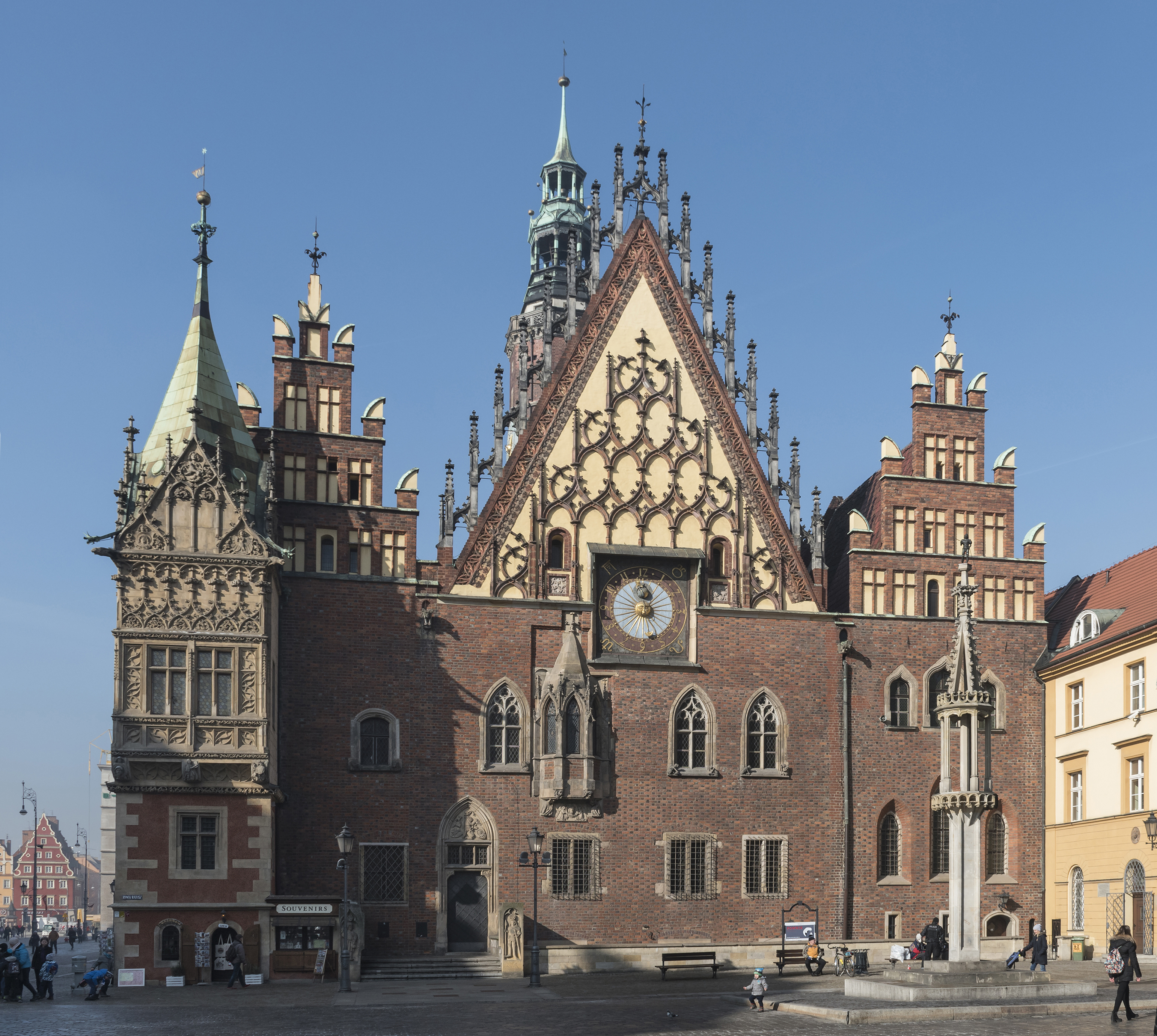
Raadhuis van Wrocław

Het raadhuis van Wrocław (Pools: Ratusz we Wrocławiu, Duits: Breslauer Rathaus) is een bekend gebouw in de Silezische stad Wrocław (tot 1945 Breslau geheten). Het gebouw werd gebouwd in de dertiende eeuw, in het midden van het marktplein. De rijk versierde oostkant met het astronomisch uurwerk uit 1580 wordt in veel publicaties over de stad vertoond.
Het maaswerk en de pinakels werden rond 1500 aangebracht. De erkers aan de zuidkant dateren uit de tweede helft van de dertiende eeuw. Hier zijn sculpturen aangebracht die handelen over het stadsleven in de middeleeuwen. De toren werd aan het einde van de zestiende eeuw in renaissancestijl gebouwd en is 66 meter hoog.
Omdat het gebouw erg verouderd was werd van 1860 tot 1864 het neogotische Nieuwe Raadhuis van Wrocław gebouwd. Nadat dit in 1865 opende, werd het oude raadhuis gerestaureerd.
Tijdens de Tweede Wereldoorlog werd het gebouw licht beschadigd en tussen 1949 en 1953 werd het onder leiding van Marcin Bukowski heropgebouwd.
In het gebouw is een kunstmuseum ondergebracht. In de kelder van het gebouw bevindt zich een horecazaak die al sinds 1275 bestaat, de Piwnica Świdnicka (Schweidnitzer Keller).